# Lew Temple
Pour les articles homonymes, voir Temple (homonymie).
Lew Temple est un acteur américain né le 2 octobre 1967.

## Filmographie

### Cinéma
- 1994 : Une équipe aux anges : un joueur de baseball (non crédité)
- 1998 : Le Gang des Newton : un serveur
- 1999 : A Slipping-Down Life (en) de Toni Kalem : un gars au bar
- 2000 : Sin - The Movie de Yasunori Urata
- 2002 : 21 grammes : le sheriff du comté
- 2004 : Domino de Tony Scott : Locus Fender
- 2005 : The Devil's Rejects : Adam Banjo
- 2006 : The Visitation (en) de  Robby Henson : Deputé Tommy Smalls
- 2006 : Massacre à la tronçonneuse : Le Commencement : Shérif Winston
- 2006 : Déjà vu : Paramédical
- 2006 : Heavens Fall : Wade Wright
- 2007 : Waitress : Cal
- 2007 : No Man's Land: The Rise of Reeker de Dave Payne
- 2007 : Halloween de Rob Zombie : Nole Kluggs
- 2008 : Trailer Park of Terror : Marv
- 2008 : No Man's Land - Reeker II de Dave Payne
- 2008 : House : Pete
- 2009 : Someone's Knocking At The Door de Chad Ferrin : Coroner Tom Collins
- 2010 : Unstoppable de Tony Scott : Ned Oldham
- 2010 : The Killing Jar de Mark Young : Lonnie
- 2011 : Rango de Gore Verbinski : M. Furgus
- 2012 : The Walking Dead (Saison 3) : Axel : (8 épisodes)
- 2012 : Des hommes sans loi de John Hillcoat : Abshire
- 2013 : The Lords of Salem de Rob Zombie : Penson
- 2013 : The Lone Ranger de Gore Verbinski : un Ranger
- 2014 : Night Moves de Kelly Reichardt
- 2014 : Wicked Blood de Mark Young : Donny
- 2015 : Desierto de Jonás Cuarón : M.Smith
- 2016 : Kidnap de Luis Prieto
- 2016 : 31 de Rob Zombie : Psycho Head
- 2019 : Once Upon a Time… in Hollywood de Quentin Tarantino : Land Pirate Lew
- 2022 : Monstrous de Chris Sivertson : M. Alonzo
- 2022 : Murder at Yellowstone City de Richard Gray : David Harding

Chicago fire. Épisode 17. Saison 5